# Armin Schulte
Armin Schulte (geboren am 15. Mai 1953 in Grevenbroich; gestorben am 21. Juli 2023 in Berlin) war ein deutscher Psychologe, Herausgeber und Professor für Wirtschaftspsychologie an der BSP Business School Berlin.

## Leben und Wirken
Armin Schulte studierte Psychologie an der Universität Gießen und der Uni Köln mit dem Abschluss als Diplom-Psychologe. In Köln lernte er die Psychologische Morphologie Wilhelm Salbers kennen und war dort von 1986 bis 1993 als wissenschaftlicher Mitarbeiter am Psychologischen Institut der Universität zu Köln tätig. 
Er war Begründer und Herausgeber der 1983 gegründeten Zeitschrift Zwischenschritte – Beiträge zu einer morphologischen Psychologie im Psychosozial-Verlag sowie der Buchreihen: Schriften zur Psychologischen Morphologie (1991–97) und der Werkausgabe Wilhelm Salber im Bouvier Verlag. Sein eigener Schwerpunkt war die psychologische Wirkungsforschung im Bereich der Markt- und Medienpsychologie. Von 1989 bis 2003 war er Geschäftsführer der Kölner Akademie für Markt- und Medienpsychologie (kamm), bei der ein 4-semestriges Zertifikatsstudium in qualitativ-tiefenpsychologischer Wirkungsforschung entwickelte und durchführte. Von 1998 bis 2002 war er außerdem Leiter der Aus- und Weiterbildung am Rheingold-Institut (Stephan Grünewald) in Köln. Von 2003 bis 2004 war er Mitbegründer und Partner bei einer Gesellschaft für Kommunikationsforschung und -beratung in Berlin.
Ab 2004 entwickelte er mit Herbert Fitzek das Konzept eines an der Morphologischen Psychologie orientierten Bachelorstudiengangs in Wirtschaftspsychologie und leitete diesen von 2006 bis 2009 an der Fachhochschule Potsdam. Seit 2010 führte er dieses Konzept als Professor für  Wirtschaftspsychologie an der Business School Berlin Potsdam fort. Forschungsschwerpunkte Armin Schultes waren neben der Didaktik der Wirtschaftspsychologie unter kulturpsychologischer Perspektive, die Morphologische Alltags- und Kulturpsychologie,  Markt- und Medienwirkungsforschung, Qualitative Methoden und die Geschichte der Psychologie.

## Veröffentlichungen (Auswahl)
- mit Herbert Fitzek (Hrsg.): Wirklichkeit als Ereignis, 2 Bände, Bonn: Bouvier Verlag, Bonn 1993
- mit Linde Salber  (Hrsg.): Traum, Träume, Träumen. Gießen: Psychosozial-Verlag, Gießen 2001
- mit Linde Salber (Hrsg.): Kleider machen Leute machen Kleider, Psychosozial-Verlag, Gießen 2002
- mit Linde Salber (Hrsg.) (2004): Fremde Wirklichkeiten, Psychosozial-Verlag. Gießen 2004
- mit Rosemarie Tüpker (Hrsg.): Tonwelten: Musik zwischen Kunst und Alltag. Zur Psycho-Logik musikalischer Ereignisse Gießen, Psychosozial-Verlag, Gießen 2006